# Tribonematales
Ordre
Les Tribonematales sont un ordre d’algues de la classe des Xanthophyceae.

## Liste des familles
Selon AlgaeBase (19 mars 2022) :
- Heterococcaceae P.C.Silva
- Heterodendraceae Pascher
- Neonemataceae Pascher
- Tribonemataceae G.S.West